# Margaret Mahy
Pour les articles homonymes, voir Mahy.
Margaret Mahy (née le 21 mars 1936 à Whakatane et morte le 23 juillet 2012 à Christchurch) est une femme de lettres néo-zélandaise, auteure de littérature d'enfance et de jeunesse,,,. Membre de l'ordre de Nouvelle-Zélande en 1993. Elle a reçu en 1982 et 1984 la médaille Carnegie, et en 2006 - le prix Hans Christian Andersen. La médaille Margaret Mahy a été créée par la Fondation néo-zélandaise du livre pour enfants en 1991 afin de récompenser l'excellence en littérature jeunesse, en édition et en alphabétisation en Nouvelle-Zélande.

## Biographie
Née à Whakatane en 1936, Mahy écrit sa première histoire, Harry Is Bad, à l'âge de 7 ans. Elle étudie à l'Auckland University College de 1952 à 1954 et au Canterbury University College, obtenant un baccalauréat ès arts en 1955.
Après avoir suivi une formation à la New Zealand Library School de Wellington, elle travaille comme bibliothécaire lorsqu'un éditeur américain repère l'une de ses histoires dans un journal pour enfants.
Son premier livre d'images, Un lion dans le pré, est publié en 1969. Elle se consacre à l'écriture à plein temps en 1980. En tant qu'un des auteurs les plus prospères et les plus prolifiques de Nouvelle-Zélande, elle a publié environ 100 livres d'images, 40 romans et 20 recueils. Ses œuvres sont traduites en 15 langues.
L'autrice aimait lire ses histoires à des groupes d’enfants, portant souvent un costume d’opossum ou une autre tenue élaborée.
Elle a élevé ses deux enfants seule et a vécu une grande partie de sa vie adulte à Governor's Bay, près de Christchurch.
En 2010, son livre Kaitangata Twitch a été adapté pour la télévision et diffusé sur Māori Télévision.
Margaret Mahy meurt d'un cancer le 23 juillet 2012. Son décès est annoncé par son cousin Ron Mahy. Le Premier ministre néo-zélandais, John Key, lui a rendu hommage, ajoutant qu'il avait offert l'un de ses livres au Premier ministre britannique David Cameron lors de sa visite au Royaume-Uni plus tôt cette année, en guise de cadeau pour ses enfants.

## Œuvres traduites
- Plus ils sont gros (The Boy Who was Followed Home, 1975), illustré par Steven Kellogg, Lotus, 1980.
- L'Enlèvement de la bibliothécaire (The Librarian and the Robbers, 1978), illustré par Quentin Blake, traduit par Marie-Raymond Farré, Gallimard Folio Cadet, 1983 ; Gallimard jeunesse, 2002.
- Le Grand Charivari (The Great Piratical Rumbustification, 1978), illustré par Quentin Blake, traduit par Marie-Raymond Farré, Gallimard folio Cadet, 1983 ; 1994.
- Les Ensorceleurs (The Tricksters, 1986), Gallimard Page Blanche, 1991.
- Le Rêve d'Anthéa (Dangerous Spaces, 1991), ill. de Philippe Poirier, Gallimard jeunesse, 1993.
- Le Secret de Winola (Underrunners, 1992), Gallimard Page Blanche, 1994.
- Le Monstre de la caverne noire, ill. par Letizia Galli, Bayard, 1995.
- La Baignoire du géant ; Les Larmes du griffon, ill. par Alice Dumas, Gallimard jeunesse Folio Cadet, 1996.

## Prix et distinctions
- Médaille Carnegie pour The Haunting en 1982.
- Médaille Carnegie pour The Changeover en 1984.
- (international) « Honour List » 1986[8] de l' IBBY, catégorie Auteur, pour The Changeover
- Phoenix Award pour The Catalogue of the Universe en 2005[2]
- Prix Sir Julius Vogel, pour sa contribution au genre de la science-fiction et de la fantasy, en 2006[2]
- Prix Hans Christian Andersen, catégorie Écriture, en 2006[1]